# هوغو خوسيه غارسيا هرنانديز
هوغو خوسيه غارسيا هرنانديز (بالإسبانية: Hugo José García Hernández)‏ هو عسكري ودبلوماسي فنزويلي، ولد في 1 أبريل 1941 في Boconó ‏ في فنزويلا.